# گمینا برالین
گمینا برالین (به لهستانی:  Gmina Bralin) یک گمینا در لهستان است که در شهرستان کنپنو واقع شده‌است. گمینا برالین ۸۵٫۱۶ کیلومتر مربع مساحت و ۵٬۶۴۴ نفر جمعیت دارد.